# حساسية للأشعة
الحساسية للأشعة

هي القابلية النسبية للخلايا والأنسجة والأعضاء للتأثير الضار للإشعاع المؤين.

## أنواع الخلايا المتأثرة
الخلايا تكون أقل حساسية في طور التركيب ، ثم مرحلة طور النمو الأول ، ثم مرحلة طور النمو الثاني ، وأكثر حساسية في مرحلة الانقسام المتساوي من دورة الخلية.وهذا ماتم وصفه من قبل قانون Bergonié وTribondeau في عام 1906:الأشعة السينية تكون أكثر فعالية على الخلايا التي لديها نشاط تناسلي أكبر.
من خلال ملاحظاتهم، توصلوا إلى أن انقسام الخلايا السرطانية السريع تكون أكثر حساسية من معظم خلايا الجسم. وهذا ليس صحيحا دائما. الخلايا السرطانية يمكن أن تكون ناقصة التأكسج، وبالتالي أقل حساسية للأشعة السينية لأن معظم تأثيراتها تكون بوساطة الجذور الحرة (free radical) التي ينتجها الأكسجين المؤين.
وقد تبين في الوقت نفسه أن الخلايا الأكثر حساسية غير متمايزة، وتتغذى جيدا، تنقسم بسرعة وتنشط بشكل كبير في عملية الأيض. من بين خلايا الجسم، الأكثر حساسية هي بزرة النطفة والأرومة الحمراء، وخلايا البشرة الجذعية والخلايا الجذعية في الجهاز الهضمي.والأقل حساسية هي الخلايا العصبية والألياف العضلية.
الخلايا الحساسة جدا هي البويضات والخلايا الليمفاوية، فعلى الرغم من أنها خلايا مستريحة ولا تفي بالمعايير المذكورة أعلاه. إلا أن أسباب حساسيتها ليست واضحة.

## تصنيف ضرر الخلايا
الأضرار التي لحقت بالخلية يمكن أن تكون قاتلة (تميت الخلية) أو دون القاتلة (يمكن للخلية إصلاح نفسها). الآثار المترتبة على الخلايا يمكن أن تكون وفقا للهيئة الدولية للوقاية من الإشعاع، إما المحددة أو العشوائية.

### الآثار المحددة
الآثار المحددة لها عتبة من التشعيع لاتظهر وفوق ذلك هي نتيجة حتمية للإشعاع. الأضرار المتسببة تعتمد على الجرعة: دون القاتلة 0.25-2 زيفرت ( أقل وضوحا في الشكل من المرض)، القاتلة 2-5 زيفرت ( نسبة معينة من السكان يموتون في غضون 60 يوم). أعلى من 5 زيفرت معظم الناس يموتون في غضون 60 يوما، وأعلى من 6-7 زيفرت كل الناس يموتون. بالتاكيد، هذه الآثار تعتمد أيضا على العديد من العوامل الأخرى، مثل السن والجنس والصحة.

### الآثار العشوائية
الآثار العشوائية ليس لها بداية من التشعيع، تكون صدفة ولا يمكن تجنبها. ويمكن تقسيمها إلى آثار
جسدية ووراثية. ومن بين الآثار الجسدية، السرطان الثانوي هو الأكثر أهمية.وهو يتطور بسبب الإشعاع الذي بدوره يسبب طفرات الحمض النووي المباشرة وغير المباشرة.الآثار المباشرة هي تلك الناجمة عن الجسيمات المؤينة والأشعة نفسها، في حين الآثار غير المباشرة تكون بسبب الجذور الحرة، مولدة خصوصا في انحلال المياه الإشعاعي وانحلال الأكسجين الإشعاعي. الآثار الوراثية تسبب توارث السرطان إلى النسل. العملية ليست مفهومة جيدا.